# Хоменко, Иван Антонович
Иван Антонович Хоменко (17.02.1923, Черкасская область — 01.01.2006, Харьковская область) — командир батареи 318-го гвардейского миномётного полка, гвардии старший лейтенант. Герой Советского Союза.

## Биография

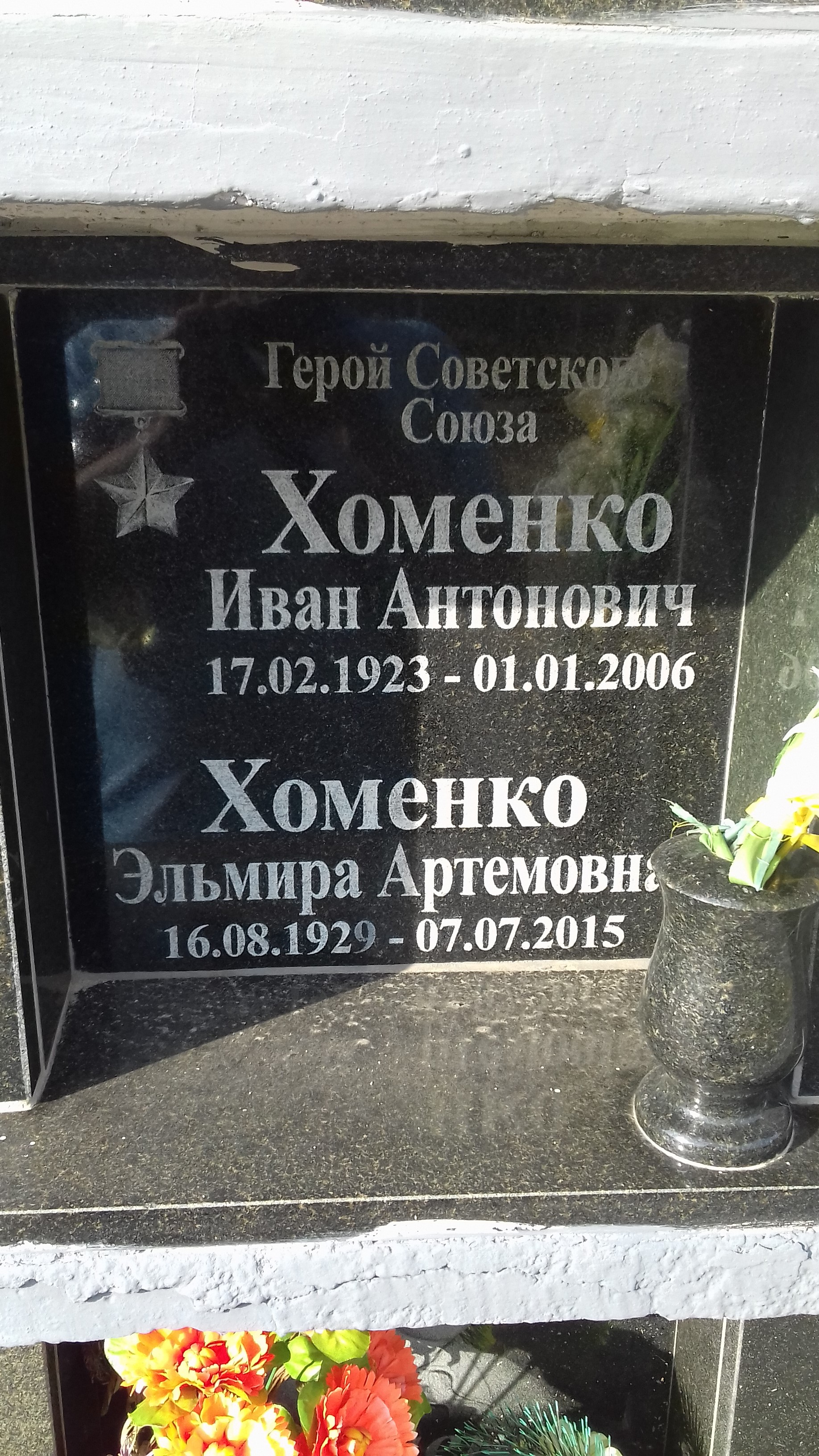
Фото могила на 2 городском кладбище

Родился 17 февраля 1923 года в селе Степанки ныне Черкасского района Черкасской области. Украинец. Окончил 10 классов Хацковской средней школы и учительские курсы. Работал учителем средней школы в посёлке городского типа Старобешево Донецкой области.
В Красной Армии с августа 1941 года. Окончил Омское артиллерийское училище в 1942 году. В действующей армии с ноября 1942 года. Член ВКП(б)/КПСС с 1943 года.
Командир батареи 318-го гвардейского миномётного полка Ленинградского фронта гвардии старший лейтенант Xоменко отличился в ходе Выборгской наступательной операции, при наступлении советских войск на Карельском перешейке.
В одном из боёв он умело поддержал своей батареей боевые порядки пехоты, прицельно вёл огонь по сосредоточению живой силы и укреплениям врага. Поддерживая наступление, миномётчики, почти в боевых порядках пехоты, прошли путь от первой до третьей линии обороны противника.
12 июня 1944 года во время жестоких боёв в районе деревни Маттила враг бросил на наши наступающие части мотопехоту и артиллерию. Бойцы миномётной батареи Хоменко отбивали в эти дни по несколько контратак противника. Метким огнём они уничтожили 250 солдат и офицеров, две противотанковые пушки и один бронетранспортёр. В результате наша пехота успешно продвинулась вперёд. Во время наибольшего напряжения боя, когда враг угрожал с флангов, будучи уже раненым, старший лейтенант Хоменко оставался в строю, корректируя огонь батареи. Точными залпами гвардейских миномётов отбил вражескую контратаку и настиг противника, отходящего по дороге на Кивенапп.
Указом Президиума Верховного Совета СССР от 18 ноября 1944 года за мужество, отвагу и героизм, гвардии старшему лейтенанту Хоменко Ивану Антоновичу присвоено звание Героя Советского Союза с вручением ордена Ленина и медали «Золотая Звезда».
После войны продолжал службу в армии. В 1953 года окончил Военную артиллерийскую инженерную академию имени Ф. Э. Дзержинского, в 1957 году — Академические курсы при академии. В Ракетных войсках стратегического назначения с июля 1960 года: командир ракетной дивизии, командир базы хранения Главного управления Министерства обороны СССР. С 1975 года полковник И. А. Xоменко — в запасе.
Жил в городе Харьков. Работал начальником отдела в Институте радиофизики и электроники. Умер 1 января 2006 года. Похоронен на кладбище города Красноград Харьковской области.
Полковник. Награждён орденом Ленина, двумя орденами Отечественной войны 1-й степени, орденами «За службу Родине в Вооружённых Силах СССР» 3-й степени, «Знак Почёта», медалями.

## Память
- В Военно-историческом музеи артиллерии, инженерных войск и войск связи представлены в экспозиции документы и материалы  командира батареи 318–го гвардейского минометного полка гвардии старший лейтенант Иван Антонович Хоменко[1].